# Neil Harris
Neil Harris (Orsett, Inglaterra, Reino Unido; 12 de julio de 1977) es un exfutbolista y entrenador inglés. Actualmente dirige al Cambridge United.
Harris es el máximo goleador de todos los tiempos del Millwall, con 138 goles en todas las competiciones. Rompió el récord anterior de 111 goles, que ostentaba Teddy Sheringham, el 13 de enero de 2009, durante una victoria a domicilio por 3-2 en Crewe Alexandra. Ha hecho el cuarto mayor número de apariciones con el club, con 432. También jugó para Cambridge City, Cardiff City, Nottingham Forest, Gillingham y Southend United.
Se retiró del fútbol profesional en junio de 2013. Después de haber actuado brevemente como entrenador interino en el Millwall después del despido de Steve Lomas en enero de 2014, recibió el mismo rol luego del despido de Ian Holloway en marzo de 2015 y fue ratificado el 29 de abril de 2015. Más tarde, se convirtió en el técnico del Cardiff City en noviembre de 2019. En enero de 2022, fue nombrado entrenador del Gillingham con un contrato de dos años y medio. A finales de 2023 se incorporó al Cambridge United pero menos de tres meses después abandonó el club para regresar al Millwall.

## Carrera como jugador

### Inicios y Millwall
Harris nació en Orsett, Essex y se educó en la escuela Brentwood. Antes de comenzar su carrera futbolística profesional, trabajó en la City de Londres como asegurador de seguros.
Uno de sus primeros clubes fue el Maldon Town, pero su verdadera carrera futbolística comenzó cuando fichó por el Cambridge City por £5.000.Posteriormente fue vendido al Millwall por una tarifa de £30.000 el 25 de marzo de 1998, con el potencial de aumentar a £100.000 según el rendimiento. En su primera temporada completa, fue nombrado jugador del año, anotó en su derrota en la final de la EFL Trophy de 1999 y luego les ayudó a ganar un campeonato de Segunda División en 2000-01 con un notable récord de goles.
A Harris le diagnosticaron cáncer testicular en 2001, pero después de recibir un tratamiento intensivo que incluía cirugía, se le dio el alta un año después. Como consecuencia, creó una organización benéfica contra el cáncer, Neil Harris Everyman Appeal.
Al final de su primera etapa en Millwall, Harris no jugaba porque el entonces jugador-entrenador Dennis Wise no creía que estuviera a la altura, y eso lo llevó a fichar cedido por el Cardiff City. Hizo su debut cuando reemplazó a Cameron Jerome durante la victoria por 3-1 sobre el Gillingham y, después de una aparición más como suplente, obtuvo su primera y única titularidad cuando el entrenador Lennie Lawrence lo nombró para jugar contra el Sheffield United y devolvió la fe mostrada en él anotando el único gol del partido en la derrota por 2-1.

### Nottingham Forest y Gillingham
Cardiff City y Harris no pudieron llegar a un acuerdo sobre los términos y posteriormente fue vendido al Nottingham Forest por una tarifa no revelada después de que fueron relegados a la Football League One en la temporada 2004-05.No pudo causar un impacto en el City Ground, por lo que fue cedido al Gillingham,donde marcó seis goles durante su cesión de una temporada, al final de la cual regresó a Forest.

### Regreso al Millwall
Harris volvió a firmar con el Millwall con un contrato de 18 meses el 8 de enero de 2007, menos de 24 horas después de dejar Forest. El 13 de enero de 2009, rompió el récord de goles de todos los tiempos de Teddy Sheringham durante la victoria a domicilio por 3-2 contra Crewe Alexandra luego de anotar el gol N°112 para el club.

### Southend United
El 9 de junio de 2011, Harris acordó un contrato de tres años con el Southend United.Tenía un año para cumplir su contrato con el Millwall, pero el entrenador Kenny Jacket acordó cancelar el contrato del delantero de mutuo acuerdo, permitiéndole fichar por el club de su ciudad natal con una transferencia gratuita. El 21 de junio de 2013, anunció su retiro del fútbol profesional después de no poder recuperarse de una lesión en la rodilla.

## Carrera como entrenador

### Millwall
El 26 de diciembre de 2013, se convirtió en entrenador interino del Millwall junto con Scott Fitzgerald, reemplazando al despedido Steve Lomas.En su breve estadía en el cargo, dirigieron 3 partidos, empataron uno y perdieron dos, incluida una derrota fuera de casa por 4-1 ante el Southend United en la FA Cup.
Harris volvió a asumir el cargo de entrenador interino el 10 de marzo de 2015, cuando Ian Holloway fue despedido.Cuando asumió el mando, el club ya estaba prácticamente, aunque no matemáticamente, relegado; sin embargo, Harris ganó 2 y empató 4 de sus 9 juegos a cargo, casi manteniendo a los Lions en el Championship. El 28 de abril, descendieron oficialmente a la League One luego de la victoria del Rotherham United por 2-1 contra el Reading;sin embargo, fue ratificado en su cargo menos de 24 horas después.
En la temporada 2016-17, Harris obtuvo el ascenso al Championship luego de vencer al Bradford City por 1-0 en la final de los play-offs disputados en Wembley.El 3 de octubre de 2019, presentó su renuncia al cargo.

### Cardiff City
El 16 de noviembre de 2019, Harris fue nombrado entrenador del Cardiff City.Luego de seis derrotas consecutivas, fue despedido de su cargo en enero de 2021 con el club en la posición N°13 del Championship.

### Gillingham
El 31 de enero de 2022, Harris fue nombrado entrenador del Gillingham de la League One, firmando un contrato de dos años y medio.Su primera temporada acabó con el descenso a la League Two.En la temporada 2022-23, llevó al club a la cuarta ronda de la Copa de la Liga por tercera vez en su historia.Fue destituido de su cargo en octubre de 2023.

### Cambridge United
El 6 de diciembre de 2023, Harris fue nombrado entrenador del Cambridge United con un contrato de 18 meses.El 21 de febrero de 2024, el club anunció su salida luego de que recibiera un ofrecimiento para dirigir al Millwall.

### Nueva etapa en el Millwall
El 21 de febrero de 2024, se oficializó su regreso al Millwall como entrenador y firmó un contrato por 18 meses.Bajo su dirección, el club obtuvo 26 puntos en 13 partidos para terminar 13º en la tabla, concluyendo la temporada con una victoria por 1-0 ante el Swansea City.El 11 de diciembre de 2024, dejó su cargo de mutuo acuerdo.

### Segundo ciclo en el Cambridge United
El 19 de febrero de 2025, inició su segunda etapa al frente del Cambridge United.

## Clubes

### Como jugador
| Club                  | País       | Año       |
| --------------------- | ---------- | --------- |
| Cambridge City        | Inglaterra | 1996-1998 |
| Millwall              | Inglaterra | 1998-2004 |
| Cardiff City (cedido) | Gales      | 2004      |
| Nottingham Forest     | Inglaterra | 2004-2007 |
| Gillingham (cedido)   | Inglaterra | 2005-2006 |
| Millwall              | Inglaterra | 2007-2011 |
| Southend United       | Inglaterra | 2011-2013 |

### Como entrenador
| Club                | País       | Año           | PJ  | PG  | PE  | PP  | Rendimiento |
| ------------------- | ---------- | ------------- | --- | --- | --- | --- | ----------- |
| Millwall (interino) | Inglaterra | 2013-2015     | 3   | 0   | 1   | 2   | 11.11%      |
| Millwall            | Inglaterra | 2015-2019     | 245 | 102 | 66  | 77  | 50.61%      |
| Cardiff City        | Gales      | 2019-2021     | 64  | 24  | 18  | 20  | 46.88%      |
| Gillingham          | Inglaterra | 2022-2023     | 90  | 31  | 25  | 34  | 43.7%       |
| Cambridge United    | Inglaterra | 2023-2024     | 14  | 5   | 3   | 6   | 42.86%      |
| Millwall            | Inglaterra | 2024          | 35  | 15  | 9   | 11  | 51.43%      |
| Cambridge United    | Inglaterra | 2025-presente |     |     |     |     |             |
| Total               | Total      | Total         | 449 | 177 | 122 | 150 | 48.48%      |